# Прато Бини (Рим)
Прато Бини је насеље у Италији у округу Рим, региону Лацио.
Према процени из 2011. у насељу је живело 114 становника. Насеље се налази на надморској висини од 361 м.